# Alfred Ely Beach

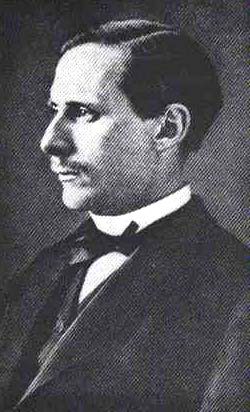
Alfred Ely Beach (um 1870)

Alfred Ely Beach (* 1. September 1826 in Springfield (Massachusetts); † 1. Januar 1896 in New York City) war ein US-amerikanischer Erfinder, Verleger und Patentanwalt. Er gab die Zeitschrift Scientific American heraus. Außerdem entwickelte er den Beach Pneumatic Transit. Dabei handelte es sich um den ersten (erfolglosen) Versuch, in New York eine U-Bahn zu bauen.

## Biografie
Beach arbeitete zunächst im Verlag seines Vaters Moses Yale Beach. 1846 erwarben er und sein Partner Orson D. Munn die im Jahr zuvor von Rufus Porter gegründete populärwissenschaftliche Zeitschrift Scientific American. Beide gaben die Zeitschrift bis an ihr Lebensende heraus. Ihre Nachkommen führten diese Tradition bis 1948 weiter. Munn und Beach gründeten auch eine erfolgreiche Agentur für Patente. Beach ließ einige seiner Erfindungen patentieren, darunter einen Vorläufer der heutigen Blindenschreibmaschine. Nach dem Sezessionskrieg betrieb er in Savannah das Beach Institute, eine Schule für befreite Sklaven, die heute Sitz der Kunststiftung King-Tisdell Cottage Foundation ist.
Um den Broadway vom stetig zunehmenden Verkehrsaufkommen zu entlasten, schlug Beach den Bau einer U-Bahn vor. Im Gegensatz zu anderen bevorzugte er Pneumatik als Antriebsart, nicht etwa Dampflokomotiven, wie sie bei der 1863 eröffneten Metropolitan Railway in London erfolgreich eingesetzt wurden. Nachdem er 1869 vom Staat New York eine Konzession erhalten hatte, begann er mit dem Bau einer 95 Meter langen Rohrpostleitung unter dem Broadway, zwischen der Warren Street und der Murray Street.
Während der Bauarbeiten entschied er sich kurzerhand, anstelle einer Rohrpostleitung eine Vorführstrecke für den Personentransport einzurichten. Der Beach Pneumatic Transit wurde am 26. Februar 1870 eröffnet. Beach plante, den Tunnel zu verlängern und zu einer echten U-Bahn auszubauen. Doch politischer Widerstand und eine Wirtschaftskrise zwangen ihn 1874 zur Aufgabe des Projekts. Darüber hinaus erwies sich das an sich komfortable Fortbewegungsprinzip als unpraktisch und technisch zu aufwändig. Der Tunnel geriet in Vergessenheit und wurde schließlich 1912 beim Bau der BMT Broadway Line zerstört.
Beach starb am Neujahrstag 1896 im Alter von 69 Jahren an einer Lungenentzündung.